# Джон Уик (комиксы)
Джон Уик — американская ограниченная серия комиксов, написанная Грегом Паком и нарисованная Джованни Валлеттой (выпуски 1-2) и Мэттом Гаудио (выпуски 3-5). Изданный Dynamite Entertainment, серия является приквелом к одноименной медиафраншизе в стиле неонуар, созданной Дереком Колстадом, с Киану Ривзом в главной роли Джона Уика, причем в комиксе используется сходство Ривза с персонажем. Серия рассказывает о молодом Джоне Уике после его освобождения из тюрьмы и его первой вендетте. Серия, первоначально опубликованная в период с ноября 2017 по январь 2018 года, была опубликована в виде графического романа 16 июня 2020 года.

## Сюжет
Когда молодой Джон Уик выходит из тюрьмы и начинает свою первую вендетту, он сталкивается со странным, могущественным сообществом убийц и должен научиться владеть Книгой правил, которая руководит их смертоносным бизнесом.

## Отзывы
| Номер | Дата публикации | Оценка критиков | Количество отзывов | Примечания |
| ----- | --------------- | --------------- | ------------------ | ---------- |
| 1     | Ноябрь 2017     | 6.7/10          | 21                 | [ 6 ]      |
| 2     | Апрель 2018     | 6.5/10          | 9                  | [ 7 ]      |
| 3     | Сентябрь 2018   | н/д             | 0                  | [ 8 ]      |
| 4     | Декабрь 2018    | н/д             | 0                  | [ 9 ]      |
| 5     | Февраль 2019    | н/д             | 0                  | [ 10 ]     |
| Общий |                 | 6.6/10          | 30                 | [ 11 ]     |